# ورزشگاه صلیبخات
ورزشگاه صلیبخات (انگلیسی: Sulaibikhat Stadium) یک ورزشگاه فوتبال در شهر صلیبخات، کویت است.
این ورزشگاه که در دسامبر ۲۰۲۴ تأسیس شده دارای ۱۵٬۰۰۰ نفر ظرفیت می‌باشد.